# Thumbe
Thumbe là một thị trấn thống kê (census town) của quận Dakshina Kannada thuộc bang Karnataka, Ấn Độ.

## Nhân khẩu
Theo điều tra dân số năm 2001 của Ấn Độ, Thumbe có dân số 5558 người. Phái nam chiếm 50% tổng số dân và phái nữ chiếm 50%. Thumbe có tỷ lệ 73% biết đọc biết viết, cao hơn tỷ lệ trung bình toàn quốc là 59,5%: tỷ lệ cho phái nam là 80%, và tỷ lệ cho phái nữ là 67%. Tại Thumbe, 12% dân số nhỏ hơn 6 tuổi.